# Xã Nottawa, Quận Isabella, Michigan
Xã Nottawa (tiếng Anh: Nottawa Township) là một xã thuộc quận Isabella, tiểu bang Michigan, Hoa Kỳ. Năm 2010, dân số của xã này là 2.282 người.